# Instituut Nationaal Rapporteur Verslavingen
Het instituut Nationaal Rapporteur Verslavingen (NRV) is een onafhankelijke Nederland overheidsinstantie die in 2022 is ingesteld door het kabinet-Rutte IV. Het doel is om beter zicht te krijgen op de maatschappelijke impact van verslavingen in Nederland. Een voorzitter wordt voor vier jaar aangesteld.

## Taken en functie
De NRV heeft vier hoofdtaken:
- Signaleren en duiden van trends en ontwikkelingen op het gebied van verslavingen
- Adviseren over verslavingspreventie
- Adviseren over verslavingszorg
- Het adresseren van relevante maar ontbrekende kennisgebieden

De rapporteur adviseert niet alleen de regering, maar kan ook gemeenten, verslavingszorginstellingen, kennisinstituten en andere relevante organisaties van advies voorzien.

## Organisatie
De NRV en het bijbehorende bureau vormen samen het Instituut Nationaal Rapporteur Verslavingen. Het bureau is beheersmatig ondergebracht bij het Ministerie van Volksgezondheid, Welzijn en Sport, maar opereert inhoudelijk onafhankelijk. De NRV wordt bijgestaan door een Adviesraad met experts uit wetenschap, zorg, bestuur en beleid.

## Activiteiten en publicaties
In 2023 publiceerde de NRV verschillende belangrijke rapporten en adviezen:

### Gokken met Gezondheid
Een belangrijk rapport was "Gokken met Gezondheid"over online kansspelen. Het bevatte 22 concrete beleidsadviezen om gokschade te voorkomen en beperken. Deze adviezen richtten zich op betere informatievoorziening over gokspellen, het inperken van gokreclames, bescherming van gebruikers bij signalen van problematisch gokken en verbetering van het zorgaanbod.

### Kennissynthese
Begin 2024 werd de "Kennissynthese Verslaving aan middelen" gepubliceerd, waarin een overzicht werd gegeven van de beschikbare kennis over middelenverslaving en belangrijke kennishiaten werden geïdentificeerd.

## Beleidsprioriteiten
De NRV heeft verschillende prioriteiten geïdentificeerd voor het verslavingsbeleid, waaronder:
- Verkleinen van de 'zorgkloof' - het verschil tussen mensen met verslavingsproblematiek en degenen die daadwerkelijk hulp krijgen.
- Aandacht voor comorbiditeit - het samengaan van verslaving met andere psychische aandoeningen
- Bevorderen van een integrale aanpak van verslavingspreventie
- Stimuleren van wetenschappelijk onderzoek naar verslaving

## Evaluatie
In 2025 vindt de een eerste evaluatie plaats van het instituut NRV. Daarna volgt elke vier jaar een evaluatie door een onafhankelijke instantie.